# Французький хауз
Францу́зький ха́уз (англ. French house) охоплює хауз-музику багатьох французьких виконавців, європейську танцювальну музику 1990-х і 2000-х і жанр євродиско. Він також відомий як неодиско, фільтр-хауз і текфанк.
Основна характеристика звуку полягає у перевазі частотним зрізах і фейзерах, аналогічно використаними в американ- і євро-диско 1970х-80х. Основними творцями цього жанру вважаються Daft Punk, Cassius і Etienne de Crécy. У середньому темп такої музики коливається від 110 до 140 бітів в хвилину.